# Relations entre la Guinée et la Serbie
 (août 2024).
La mise en forme du texte ne suit pas les recommandations de Wikipédia : il faut le « wikifier ».
Les points d'amélioration suivants sont les cas les plus fréquents. Le détail des points à revoir est peut-être précisé sur la page de discussion.
- Les titres sont pré-formatés par le logiciel. Ils ne sont ni en capitales, ni en gras.
- Le texte ne doit pas être écrit en capitales (les noms de famille non plus), ni en gras, ni en italique, ni en « petit »…
- Le gras n'est utilisé que pour surligner le titre de l'article dans l'introduction, une seule fois.
- L'italique est rarement utilisé : mots en langue étrangère, titres d'œuvres, noms de bateaux, etc.
- Les citations ne sont pas en italique mais en corps de texte normal. Elles sont entourées par des guillemets français : « et ».
- Les listes à puces sont à éviter, des paragraphes rédigés étant largement préférés. Les tableaux sont à réserver à la présentation de données structurées (résultats, etc.).
- Les appels de note de bas de page (petits chiffres en exposant, introduits par l'outil «  Source ») sont à placer entre la fin de phrase et le point final[comme ça].
- Les liens internes (vers d'autres articles de Wikipédia) sont à choisir avec parcimonie. Créez des liens vers des articles approfondissant le sujet. Les termes génériques sans rapport avec le sujet sont à éviter, ainsi que les répétitions de liens vers un même terme.
- Les liens externes sont à placer uniquement dans une section « Liens externes », à la fin de l'article. Ces liens sont à choisir avec parcimonie suivant les règles définies. Si un lien sert de source à l'article, son insertion dans le texte est à faire par les notes de bas de page.
- La présentation des références doit suivre les conventions bibliographiques. Il est recommandé d'utiliser les modèles {{Ouvrage}}, {{Chapitre}}, {{Article}}, {{Lien web}} et/ou {{Bibliographie}}. Le mode d'édition visuel peut mettre en forme automatiquement les références.
- Insérer une infobox (cadre d'informations à droite) n'est pas obligatoire pour parachever la mise en page.

Pour une aide détaillée, merci de consulter Aide:Wikification.
Si vous pensez que ces points ont été résolus, vous pouvez retirer ce bandeau et améliorer la mise en forme d'un autre article.
Les Relations entre la Guinée et la Serbie ( serbe : Односи Србије и Гвинеје) fait référence aux relations bilatérales entre la république de Guinée, pays d'Afrique de l'Ouest et la Serbie, pays européen.

## échange politique

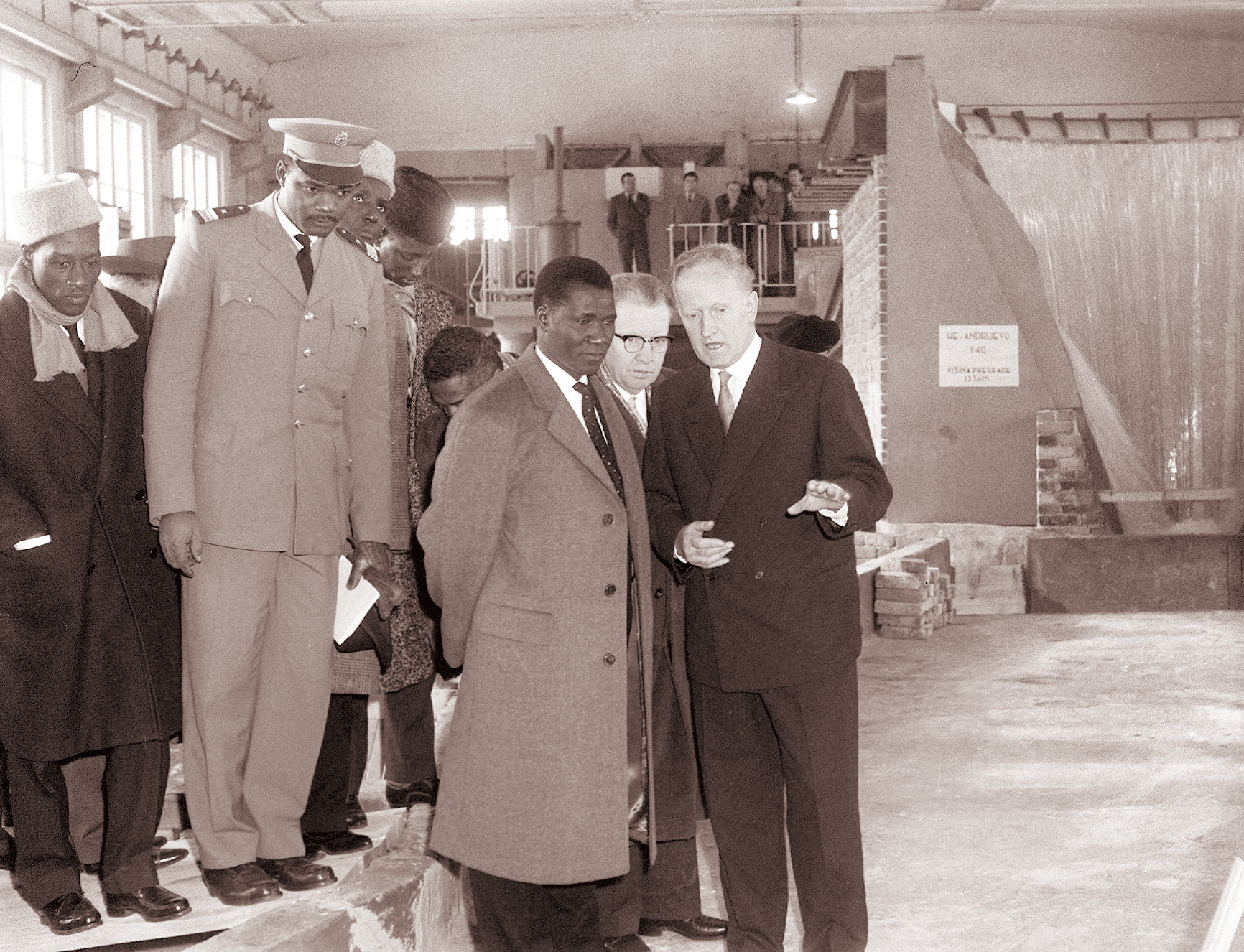
En 1961, le président guinéen Ahmed Sékou Touré s'est rendu à Ljubljana, en Yougoslavie.

Après l'indépendance de la Guinée en 1958, le prédécesseur de la Serbie, la République fédérative socialiste de Yougoslavie, a accordé la reconnaissance diplomatique. Et le premier président guinéen, Ahmed Sékou Touré, a également poursuivi une politique étrangère de « neutralisme actif ». les pays du camp socialiste, dont la Serbie, et l'établissement de relations diplomatiques avec la Yougoslavie l'année de l'indépendance, les relations bilatérales se sont depuis développées amicalement, et les relations entre les deux pays ont également été renforcées par leur participation commune dans le Mouvement des Non-Alignés.
La République fédérative socialiste de Yougoslavie a ouvert son ambassade à Conakry en 1960. Depuis lors, elle était également compétente pour les affaires liées à la Yougoslavie en Guinée Bissau jusqu'à sa suppression après la désintégration de la Yougoslavie. La Guinée a également établi une ambassade à Belgrade dans les années 1960.
Après la désintégration de la Yougoslavie, la Serbie a hérité des relations bilatérales entre la République fédérative socialiste de Yougoslavie et la Guinée. Bien que les deux pays entretiennent des relations amicales, la Guinée reconnaît également le Kosovo comme un État indépendant et a établi des relations diplomatiques avec lui. En 2023, le président serbe Aleksandar Vučić a déclaré que la Guinée avait rompu ses relations diplomatiques avec le Kosovo. Mais le gouvernement du Kosovo le nie.

### Organe représentatif
La Serbie n'a pas encore établi d'ambassade en Guinée et les questions liées à la Guinée relèvent de la juridiction de l'ambassade de Serbie en Algérie. La Guinée a une ambassade à Belgrade, qui gouverne également les affaires liées à la Guinée en Hongrie, au Monténégro, en Roumanie et dans d'autres pays.

#### événement
En mars 2009, l'ambassadeur de Guinée en Serbie, Mohamed Isijaga Kourouma, a été arrêté en train de faire de la contrebande de cigarettes par la police serbe. La police a saisi 1000 paquets de cigarettes dans sa voiture BMW. Kourouma bénéficie des privilèges diplomatiques en tant que diplomate, bien qu'il soit exempté de toute responsabilité pénale. Bénéficiant de l'immunité, il a été déclaré « personne indésirable » par le ministère serbe des Affaires étrangères et expulsé.

## Relations économiques et commerciales
Le volume des échanges bilatéraux est assez limité. En 2021, le volume des échanges bilatéraux était de 28 000 euros, soit une baisse de 36 000 euros par rapport à 2020.

## accord
| date         | signe | Remarques |
| ------------ | --- | --------- |
| Février 1961 | Accord sur le commerce et les paiements | [ 3 ]     |
| avril 2000   | Protocole de coopération entre le ministère des Affaires étrangères de la République fédérale de Yougoslavie et le ministère des Affaires étrangères de la République de Guinée | [ 3 ]     |

## liens externes
- Ministère des Affaires étrangères de Serbie - Introduction à la République de Guinée erreur modèle {{Lien archive}} : renseignez un paramètre « |titre= » ou « |description= » (en)
- Site officiel de l'ambassade de Serbie en Algérie erreur modèle {{Lien archive}} : renseignez un paramètre « |titre= » ou « |description= » (sr) (en)
- Twitter de l'Ambassade de Serbie en Algérie erreur modèle {{Lien archive}} : renseignez un paramètre « |titre= » ou « |description= »